# Julián Calleja y Sánchez
Julián Calleja y Sánchez (Madrid, 1 de diciembre de 1836-Madrid, 12 de abril de 1913) fue un médico, científico, académico y político español. Primer presidente del Ilustre Colegio Oficial de Médicos de Madrid, y presidente de Real Academia Nacional de Medicina de España.

## Biografía
Estudió medicina en la Universidad Central de Madrid. Se sintió atraído por la anatomía, y en especial por las tendencias marcadas por los anatomistas Rafael Martínez Molina y Juan Fourquet, que unificaban puntos de vista clásicos con la incorporación de técnicas de microscopía. Ganó un puesto como alumno interno en esta universidad en 1856, y en 1860 adquirió en grado de doctor. En 1862 obtuvo la cátedra de Anatomía de la Universidad de Granada, a la que nunca se incorporó. En lugar de ello pidió el traslado a la Universidad de Valladolid, en la que enseñó hasta 1871, fecha en la que ganó unas polémicas oposiciones en la Universidad Central en las que compitió con Aureliano Maestre de San Juan, el  descriptor del síndrome de Maestre-Kallmann-Morsier. Permaneció en este puesto hasta el momento de su jubilación.
Es célebre en el campo de la anatomía por ser el epónimo de una estructura conocida como las islas de Calleja, aunque actualmente se duda de que fuera el primero en descubrirlas, e incluso que la estructura por él descrita fuera en realidad esta estructura del cuerpo estriado.
También se le conoce por la biografía de Santiago Ramón y Cajal, existiendo entre ambos grandes diferencias. Cajal jamás obtuvo una Cátedra hasta que Calleja dejó de formar parte del tribunal de oposición. Por su parte, Don Santiago se refería a Calleja con el apelativo de "El Dictador de San Carlos". Estos episodios tienen lugar en un momento en que Calleja abandona la docencia y la investigación por la gestión universitaria, adquiriendo, por su poder y formas personales de realizar sus gestiones la reputación de "cacique".[cita requerida]
Desde 1881 hasta el momento de su fallecimiento ocupó un escaño como senador, primero por la Universidad de Zaragoza, y posteriormente, a partir de 1903, como senador vitalicio.

## Obras
- Tratado de Anatomía Humana... adicionado con las obras inéditas del eminente anatómico español Dr. D. Juan Fourquet Muñoz. 4 vols., Valladolid, Hijos de Rodríguez, 1869-1877.
- Nuevo Compendio de Anatomía..., Madrid, Fontanet, 1878
- Nuevo Compendio de Anatomía..., segunda edición, 2 vols. Zaragoza, Tip. de "La Derecha", 1886-1888.
- Nuevo Compendio de Anatomía..., tercera edición, 2 vols. Madrid, Hijos de J.A. García, 1897.* Nuevo Compendio de Anatomía..., cuarta edición, 2 vols., Madrid, Hijos de J.A. García, 1901.